# Normalplan (läroplan)
Normalplan kallades den svenska folkskolans första läroplaner. Den första kom 1878. 1919 avskaffades normalplanerna och den första undervisningsplanen, UPL 1919, för den svenska folkskolan kom.